# Сарычев, Василий Андреевич
Василий Андреевич Сарычев (8 января 1931 — 1 декабря 2022) — советский и российский механик и математик, лауреат государственных премий.

## Биография
Родился 8 января 1931 года в д. Казинка Липецкой области в семье крестьян (в последующем — колхозников). Начальную, неполную среднюю и среднюю школы окончил в г. Лебедянь. В 1948—1953 гг. учился на механико-математическом факультете Московского государственного университета имени М. В. Ломоносова.
После его окончания работал (в должностях от старшего лаборанта до главного научного сотрудника) в Математическом институте имени В. А. Стеклова АН СССР (МИАН) — в отделе, которым руководил Мстислав Всеволодович Келдыш. В 1953 году отдел Келдыша был преобразован в Отделение прикладной математики, в 1966 году — в Институт прикладной математики АН СССР (ИПМ).
Отдел занимался динамикой космического полёта и ракетами — баллистическими и крылатыми.
Основные научные исследования — в следующих областях:
- динамика полёта межконтинентальных баллистических ракет «Буря» и «Буран»;
- механика космического полёта и управление движением;
- общая теория пассивных систем ориентации искусственных спутников Земли и космических аппаратов;
- исследование движения около центра масс спутников под действием моментов различной природы.

В 1961 году присуждена учёная степень кандидата физико-математических наук, в 1969 году — доктора физико-математических наук. В 1973 году присвоено звание профессора.
С 1966 по 1994 год по совместительству работал в Московском физико-техническом институте (доцент, с 1973 г. профессор), читал лекции по механике космического полёта и системам ориентации спутников и космических аппаратов. Руководил подготовкой кандидатских диссертаций аспирантами Института прикладной математики имени М. В. Келдыша РАН, МФТИ, МГУ.
С 1994 года профессор Universidade da Beira Interior (University of Beira Interior) (Португалия) (Vasily A. Sarychev). Одновременно продолжал сотрудничать с Институтом прикладной математики РАН, где считался находящимся в долгосрочном отпуске (последняя публикация препринта ИПМ датирована январём 2020 года).

## Награды и премии
- Государственная премия СССР (1970).
- Государственная премия РФ (1996) в области науки и технологий за цикл работ «Динамика твёрдого тела на струне и смежные задачи».
- Премия им. С. А. Чаплыгина (1979, совместно с Ю. А. Садовым).

Награждён
- орденом «Знак Почёта» (1969),
- медалями им. Ю. А. Гагарина, им. С. П. Королёва, им. акад. М. В. Келдыша.

## Сочинения
- Демпфирующие устройства с несколькими степенями свободы. — Москва : ИПМ АН СССР, 1975. — 59 с.; 20 см. — (Препринт/ Ин-т прикладной математики АН СССР; № 30 за 1975 г.).
- Вынужденные периодические колебания математического маятника. — Москва : ИПМ АН СССР, 1977. — 70 с. : граф.; 21 см. — (Ин-т прикл. математики АН СССР. Препринт; № 32).
- Вопросы ориентации искусственных спутников: [Обзор] / [Д. ф.-м. н. В. А. Сарычев]. — Москва : ВИНИТИ, 1978. — 223 с. : ил.; 22 см. — (Итоги науки и техники / ВИНИТИ. Серия «Исследование космического пространства». Т. 11).
- Пространственные периодические колебания спутника относительно центра масс / В. А. Сарычев, В. В. Сазонов, Н. В. Мельник. — Москва : ИПМ, 1978. — 53 с. : граф.; 21 см. — (Препринт / Ин-т прикл. математики им. М. В. Келдыша АН СССР; № 118).
- 2{\displaystyle \pi }-периодические решения уравнения типа Дюффинга с симметрической восстанавливающей силой / В. А. Сарычев, В. А. Златоустов, Т. А. Шиповских. — М. : ИПМ, 1985. — 26 с. : граф.; 20 см. — (Препр. Ин-т прикл. математики им. М. В. Келдыша АН СССР; N192).
- Переходные движения осесимметричного спутника с гистерезисными стержнями в режиме аэродинамической ориентации / В. А. Сарычев, М. Ю. Овчинников. — М. : ИПМ, 1989. — 39 с. : граф.; 21 см. — (Препр. АН СССР, Ин-т прикл. математики им. М. В. Келдыша; N 41).
- Равновесия и устойчивость спутника-гиростата с вектором гиростатического момента в главной плоскости инерции спутника / А. А. Дегтярёв, С. А. Мирер, В. А. Сарычев. //Препринты ИПМ им. М. В. Келдыша, 2005, 106, 31 стр.
- Динамика осесимметричного спутника под действием гравитационного и аэродинамического моментов / В. А. Сарычев, С. А. Гутник. — Москва : [б. и.], 2011. — 28 с. : ил.; 21 см. — (Препринт / Ин-т прикладной математики им. М. В. Келдыша Российской акад. наук, ISSN 20712898; N 12).
- Динамика спутника под действием гравитационного и аэродинамического моментов. Исследование положений равновесия / В. А. Сарычев, С. А. Гутник. — Москва : ИПМ им. М. В. Келдыша, 2014. — 36 с. : ил., табл.; 27 см. — (Препринт / Ин-т прикладной математики им. М. В. Келдыша Российской акад. наук, ISSN 20712898; № 39 за 2014 г.).